# Elecciones regionales del Cuzco de 2010
Las elecciones regionales del Cusco de 2010 se llevaron a cabo el 3 de octubre de 2010 para elegir al presidente regional, al vicepresidente regional y al Consejo Regional para el periodo 2011-2014. La elección se celebró simultáneamente con elecciones regionales y municipales (provinciales y distritales) en todo el Perú.

## Sistema electoral
El Gobierno Regional del Cusco es el órgano administrativo y de gobierno del departamento del Cusco. Está compuesto por el presidente regional, el vicepresidente regional y el Consejo Regional.
La votación se realiza en base al sufragio universal, que comprende a todos los ciudadanos nacionales mayores de dieciocho años, empadronados y residentes en el departamento del Cusco y en pleno goce de sus derechos políticos.
El presidente y vicepresidente regional son elegidos por sufragio directo. Para que un candidato sea proclamado ganador debe obtener no menos de 30 % de votos válidos. En caso ningún candidato logre ese porcentaje en la primera vuelta electoral, los dos candidatos más votados participan en una segunda vuelta o balotaje.
El Consejo Regional de Cusco está compuesto por 16 consejeros elegidos por sufragio directo para un período de cuatro (4) años. La votación es por lista cerrada y bloqueada. Cada provincia del departamento del Cusco constituye una circunscripción electoral. Se asigna a la lista ganadora los escaños según el método d'Hondt. La distribución y el número de consejeros regionales es la siguiente:
| Circunscripción                                                                       | Escaños | Mapa |
| ------------------------------------------------------------------------------------- | ------- | ---- |
| La Convención, Paucartambo y Quispicanchi                                             | 2       |      |
| Acomayo, Anta, Calca, Canas, Canchis, Chumbivilcas, Cusco, Espinar, Paruro y Urubamba | 1       |      |

## Composición del Consejo Regional del Cusco
La siguiente tabla muestra la composición del Consejo Regional del Cusco antes de las elecciones.
| Partidos | Partidos                            | Consejeros |
| -------- | ----------------------------------- | ---------- |
|          | Unión por el Perú                   | 8          |
|          | Movimiento Regional Inka Pachakuteq | 3          |
|          | Partido Aprista Peruano             | 1          |
|          | Restauración Nacional               | 1          |

## Partidos y candidatos
A continuación se muestra una lista de los principales partidos y alianzas electorales que participaron en las elecciones:
| Candidatura | Candidatura | Partidos y alianzas | Candidato | Candidato                 | Ideología                                                              | Resultado previo | Resultado previo | Ref. |
| Candidatura | Candidatura | Partidos y alianzas | Candidato | Candidato                 | Ideología                                                              | Votos (%)        | Con.             | Ref. |
| ----------- | ----------- | --- | --------- | ------------------------- | ---------------------------------------------------------------------- | ---------------- | ---------------- | ---- |
|             | UPP         | Lista - Unión por el Perú (UPP)                                                                                               |           | Florencio Jurado Astete   | Liberalismo Progresismo Socialdemocracia                               | 32.61%           | 8                |      |
|             | APRA        | Lista - Partido Aprista Peruano (APRA)                                                                                        |           | Víctor Boluarte Medina    | Aprismo                                                                | 11.67%           | 1                |      |
|             | RN          | Lista - Restauración Nacional (RN)                                                                                            |           | Alipio Ramos Villares     | Liberalismo económico Humanismo cristiano Evangelismo                  | 9.98%            | 1                |      |
|             | PNP–MT      | Lista - Gran Alianza Nacionalista Cusco (PNP–MT) – Partido Nacionalista Peruano (PNP) – Movimiento Regional Tawantinsuyo (MT) |           | Jorge Acurio Tito         | Socialismo democrático Nacionalismo de izquierda Regionalismo cusqueño | 8.86%            | 0                |      |
|             | SP          | Lista - Somos Perú (SP) |           | Francisco Julca Quiñones  | Democracia cristiana Conservadurismo social                            | Nuevo            | Nuevo            |      |
|             | PP          | Lista - Perú Posible (PP) |           | Carlos Cuaresma Sánchez   | Socioliberalismo Democracia liberal Tercera vía                        | Nuevo            | Nuevo            |      |
|             | F2011       | Lista - Fuerza 2011 (F2011)                                                                                                   |           | Carlos Valencia Miranda   | Fujimorismo Conservadurismo social Populismo de derecha                | Nuevo            | Nuevo            |      |
|             | AYLLU       | Lista - Autogobierno AYLLU (AYLLU)                                                                                            |           | Erasmo Aimituma Cruz      | Regionalismo cusqueño                                                  | Nuevo            | Nuevo            |      |
|             | APU         | Lista - Movimiento Regional Acuerdo Popular Unificado (APU)                                                                   |           | Hernán de la Torre Dueñas | Regionalismo cusqueño                                                  | Nuevo            | Nuevo            |      |
|             | PAN         | Lista - Movimiento Regional PAN (PAN)                                                                                         |           | Máximo San Román Cáceres  | Regionalismo cusqueño                                                  | Nuevo            | Nuevo            |      |
|             | TyL         | Lista - Tierra y Libertad Cusco (TyL)                                                                                         |           | Wilbert Rozas Beltrán     | Regionalismo cusqueño Ecosocialismo Socialismo democrático             | Nuevo            | Nuevo            |      |

## Sondeos de opinión
Las siguientes tablas enumeran las estimaciones de la intención de voto en orden cronológico inverso, mostrando las más recientes primero y utilizando las fechas en las que se realizó el trabajo de campo de la encuesta. Cuando se desconocen las fechas del trabajo de campo, se proporciona la fecha de publicación.
Leyenda:
     Sondeo realizado en el periodo de prohibición legal de la difusión de sondeos de intención de voto.

### Intención de voto
La siguiente tabla enumera las estimaciones ponderadas (sin incluir votos en blanco y nulos) de la intención de voto.
|                               |                |      |      |      |     |     |     |     |      |  |  |  |  |
| Elecciones regionales de 2010 | 3 oct 2010     | —    | 33.4 | 25.7 | 9.0 | 7.3 | 4.4 | 4.3 | 7.7  |  |  |  |  |
|                               |                |      |      |      |     |     |     |     |      |  |  |  |  |
| Ipsos Apoyo/América           | 3 oct 2010     | ?    | 34.3 | 25.8 | –   | –   | –   | –   | 8.5  |  |  |  |  |
| CPI                           | 26 sep 2010    | ?    | 34.6 | 32.6 | –   | –   | –   | –   | 2.0  |  |  |  |  |
| César Carranza/El Diario      | 22–24 sep 2010 | 2812 | 39.4 | 31.5 | 4.7 | 6.1 | 1.5 | 3.0 | 7.9  |  |  |  |  |
| César Carranza/El Diario      | 10–12 sep 2010 | 1903 | 40.1 | 25.7 | 1.2 | 2.5 | 1.5 | 1.4 | 14.4 |  |  |  |  |
| César Carranza/El Diario      | 13–19 ago 2010 | 6851 | 30.9 | 32.3 | 2.4 | 8.3 | 3.3 | 2.2 | 1.4  |  |  |  |  |
| César Carranza                | 23–29 may 2010 | 2812 | 27.5 | 33.5 | 4.3 | 9.4 | –   | 2.9 | 6.0  |  |  |  |  |

### Preferencias de voto
La siguiente tabla enumera las preferencias de voto en bruto (incluyendo blancos, viciados y sin respuesta) y no ponderadas.
|                               |                |      |      |      |     |     |     |     |      |      |     |  |  |
| Elecciones regionales de 2010 | 3 oct 2010     | —    | 26.2 | 20.2 | 7.0 | 5.7 | 3.4 | 3.4 | 21.6 | –    | 6.0 |  |  |
|                               |                |      |      |      |     |     |     |     |      |      |     |  |  |
| César Carranza/El Diario      | 22–24 sep 2010 | 2812 | 31.2 | 24.9 | 3.7 | 4.8 | 1.2 | 2.4 | 9.5  | 11.4 | 6.3 |  |  |
| César Carranza/El Diario      | 10–12 sep 2010 | 1903 | 32.1 | 20.6 | 1.0 | 2.0 | 1.2 | 1.1 | 9.0  | 10.9 | 8.8 |  |  |
| César Carranza/El Diario      | 13–19 ago 2010 | 6851 | 24.1 | 25.2 | 1.9 | 6.5 | 2.6 | 1.7 | 22.1 | –    | 1.1 |  |  |
| César Carranza                | 23–29 may 2010 | 2812 | 21.8 | 26.6 | 3.4 | 7.5 | –   | 2.3 | 8.6  | 12.0 | 4.8 |  |  |

## Resultados

### Gobierno Regional del Cusco
|                      | Jorge Acurio Tito         | Gran Alianza Nacionalista Cusco (PNP–MT)            | 170,873 | 33.37 |  |  |  |
|                      | Máximo San Román Cáceres  | Movimiento Regional PAN (PAN)                       | 131,692 | 25.72 |  |  |  |
|                      | Alipio Ramos Villares     | Restauración Nacional (RN)                          | 45,987  | 8.98  |  |  |  |
|                      | Hernán de la Torre Dueñas | Movimiento Regional Acuerdo Popular Unificado (APU) | 37,471  | 7.32  |  |  |  |
|                      | Erasmo Aimituma Cruz      | Autogobierno AYLLU (AYLLU)                          | 22,374  | 4.37  |  |  |  |
|                      | Wilbert Rozas Beltrán     | Tierra y Libertad Cusco (TyL)                       | 22,271  | 4.35  |  |  |  |
|                      | Carlos Cuaresma Sánchez   | Perú Posible (PP)                                   | 20,451  | 3.99  |  |  |  |
|                      | Florencio Jurado Astete   | Unión por el Perú (UPP)                             | 17,315  | 3.38  |  |  |  |
|                      | Carlos Valencia Miranda   | Fuerza 2011 (F2011)                                 | 16,312  | 3.19  |  |  |  |
|                      | Francisco Julca Quiñones  | Somos Perú (SP)                                     | 16,074  | 3.14  |  |  |  |
|                      | Víctor Boluarte Medina    | Partido Aprista Peruano (APRA)                      | 11,258  | 2.20  |  |  |  |
|                      |                           |                                                     |         |       |  |  |  |
| Total                | Total                     | Total                                               | 512,078 |       |  |  |  |
|                      |                           |                                                     |         |       |  |  |  |
| Votos válidos        | Votos válidos             | Votos válidos                                       | 512,078 | 78.45 |  |  |  |
| Votos en blanco      | Votos en blanco           | Votos en blanco                                     | 87,924  | 13.47 |  |  |  |
| Votos nulos          | Votos nulos               | Votos nulos                                         | 52,784  | 8.09  |  |  |  |
| Votos emitidos       | Votos emitidos            | Votos emitidos                                      | 652,786 | 85.48 |  |  |  |
| Abstenciones         | Abstenciones              | Abstenciones                                        | 110,883 | 14.52 |  |  |  |
| Votantes registrados | Votantes registrados      | Votantes registrados                                | 763,669 |       |  |  |  |
|                      |                           |                                                     |         |       |  |  |  |
| Fuente:              |                           |                                                     |         |       |  |  |  |

### Consejo Regional del Cusco

#### Sumario general
| |                                                     |              |              |              |         |         |  |  |
| Partidos y coaliciones                                                                                         | Partidos y coaliciones                              | Voto popular | Voto popular | Voto popular | Escaños | Escaños |  |  |
| Partidos y coaliciones                                                                                         | Partidos y coaliciones                              | Votos        | %            | ±pp          | Total   | +/−     |  |  |
| | Gran Alianza Nacionalista Cusco (PNP–MT)1           | 108,213      | 24.89        | +16.03       | 4       | +4      |  |  |
| | Movimiento Regional PAN (PAN)                       | 95,782       | 22.03        | Nuevo        | 4       | +4      |  |  |
| | Restauración Nacional (RN)                          | 45,357       | 10.43        | +0.45        | 3       | +2      |  |  |
| | Movimiento Regional Acuerdo Popular Unificado (APU) | 40,495       | 9.32         | Nuevo        | 2       | +2      |  |  |
| | Tierra y Libertad Cusco (TyL)                       | 25,479       | 5.86         | Nuevo        | 0       | ±0      |  |  |
| | Somos Perú (SP)                                     | 23,087       | 5.31         | n/a          | 1       | +1      |  |  |
| | Perú Posible (PP)                                   | 22,683       | 5.22         | n/a          | 0       | ±0      |  |  |
| | Autogobierno AYLLU (AYLLU)                          | 22,343       | 5.14         | Nuevo        | 1       | +1      |  |  |
| | Unión por el Perú (UPP)                             | 18,885       | 4.34         | –28.27       | 1       | –7      |  |  |
| | Partido Aprista Peruano (APRA)                      | 17,482       | 4.02         | –7.65        | 0       | –1      |  |  |
| | Fuerza 2011 (F2011)                                 | 14,908       | 3.43         | Nuevo        | 0       | ±0      |  |  |
| |                                                     |              |              |              |         |         |  |  |
| Total | Total                                               | 434,714      |              |              | 16      | +3      |  |  |
| |                                                     |              |              |              |         |         |  |  |
| Votos válidos                                                                                                  | Votos válidos                                       | 434,714      | 66.59        | –21.46       |         |         |  |  |
| Votos en blanco                                                                                                | Votos en blanco                                     | 166,818      | 25.55        | +20.39       |         |         |  |  |
| Votos nulos | Votos nulos                                         | 51,254       | 7.85         | +1.06        |         |         |  |  |
| Votos emitidos                                                                                                 | Votos emitidos                                      | 652,786      | 85.48        | –0.08        |         |         |  |  |
| Abstenciones                                                                                                   | Abstenciones                                        | 110,883      | 14.52        | +0.08        |         |         |  |  |
| Votantes registrados                                                                                           | Votantes registrados                                | 763,669      |              |              |         |         |  |  |
| |                                                     |              |              |              |         |         |  |  |
| Fuente: |                                                     |              |              |              |         |         |  |  |
| Notas al pie: 1 Comparado con los resultados del Partido Nacionalista Peruano (PNP) en las elecciones de 2006. |                                                     |              |              |              |         |         |  |  |
| Notas al pie:                                                                                                  |                                                     |              |              |              |         |         |  |  |
| 1 Comparado con los resultados del Partido Nacionalista Peruano (PNP) en las elecciones de 2006.               |                                                     |              |              |              |         |         |  |  |

### Autoridades electas
| Cargo                                            | Autoridad electa | Autoridad electa            | Partido político | Partido político                              |
| ------------------------------------------------ | ---------------- | --------------------------- | ---------------- | --------------------------------------------- |
| Presidente Regional del Cusco                    |                  | Jorge Acurio Tito           |                  | Gran Alianza Nacionalista Cusco (PNP)         |
| Vicepresidente Regional del Cusco                |                  | René Concha Lezama          |                  | Gran Alianza Nacionalista Cusco (IND)         |
| Consejero Regional del Cusco (por Acomayo)       |                  | Alfredo Dueñas Ayala        |                  | Restauración Nacional                         |
| Consejero Regional del Cusco (por Anta)          |                  | Pablo Olivera Baca          |                  | Movimiento Regional PAN                       |
| Consejero Regional del Cusco (por Calca)         |                  | Yuri Cuno Vera              |                  | Movimiento Regional PAN                       |
| Consejero Regional del Cusco (por Canas)         |                  | Valerio Pacuala Huillca     |                  | Restauración Nacional                         |
| Consejero Regional del Cusco (por Canchis)       |                  | Edward Zárate Farfán        |                  | Movimiento Regional PAN                       |
| Consejero Regional del Cusco (por Chumbivilcas)  |                  | Milton Barrionuevo Orosco   |                  | Unión por el Perú                             |
| Consejera Regional del Cusco (por Cusco)         |                  | Karol Bellota Linares       |                  | Gran Alianza Nacionalista Cusco (PNP)         |
| Consejero Regional del Cusco (por Espinar)       |                  | Florentino Huanqque Huallpa |                  | Gran Alianza Nacionalista Cusco (PNP)         |
| Consejera Regional del Cusco (por La Convención) |                  | Elena Ascarza Quispe        |                  | Movimiento Regional Acuerdo Popular Unificado |
| Consejero Regional del Cusco (por La Convención) |                  | Edmundo Gutiérrez Saldivar  |                  | Somos Perú                                    |
| Consejero Regional del Cusco (por Paruro)        |                  | Juan Luza Sikuy             |                  | Gran Alianza Nacionalista Cusco (PNP)         |
| Consejero Regional del Cusco (por Paucartambo)   |                  | Pío Champi Huanca           |                  | Autogobierno AYLLU                            |
| Consejera Regional del Cusco (por Paucartambo)   |                  | Roxana García Fernández     |                  | Restauración Nacional                         |
| Consejera Regional del Cusco (por Quispicanchi)  |                  | Heidi Choque Chipayo        |                  | Gran Alianza Nacionalista Cusco (PNP)         |
| Consejero Regional del Cusco (por Quispicanchi)  |                  | Víctor Pérez Ccahuana       |                  | Movimiento Regional PAN                       |
| Consejero Regional del Cusco (por Urubamba)      |                  | Marcos Concha Tupayachi     |                  | Movimiento Regional Acuerdo Popular Unificado |